# Ичка
Ичка е река в Русия, преминаваща на територията на Московска област и на Москва, столицата на Русия.
Реката е ляв приток на река Яуза, която се влива в река Москва.